# بوب مورتون (لاعب كرة قدم مواليد 1927)
بوب مورتون (بالإنجليزية: Bob Morton)‏ (25 سبتمبر 1927 باستون كلينتون في المملكة المتحدة - 6 مايو 2002 بلوتن في المملكة المتحدة) هو مدرب كرة قدم ولاعب كرة قدم بريطاني في مركز نصف الجناح. لعب مع نادي لوتون تاون.

## وصلات خارجية
- بوب مورتون على موقع قاعدة بيانات كرة القدم.إي يو (الإنجليزية)